# Mansone I di Amalfi
Mansone I (X secolo – 1004) è stato un principe longobardo, duca di Amalfi (966 – 1004) e principe di Salerno (981 – 983).

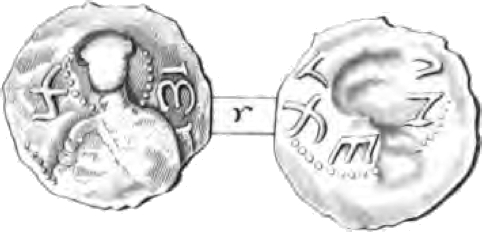
Moneta attribuita a Mansone di Amalfi

Figlio del duca Sergio, fu il più grande sovrano indipendente del ducato di Amalfi, che resse per quasi mezzo secolo. Le cronache lo indicano spesso come Mansone III.
Nel 981, approfittando della giovane età di Pandolfo II di Salerno, invase il principato e rovesciò il sovrano dal trono.
L'imperatore Ottone II, che già si trovava in Italia impegnato nella lotta contro bizantini e saraceni ed era in cerca di alleati, concesse a Mansone il riconoscimento imperiale quale nuovo principe di Salerno.
Mansone associò al trono suo figlio Giovanni, ma il governo degli Amalfitani sul principato salernitano fu tirannico e impopolare.
Nel 983 padre e figlio furono spodestati dal popolo, che elesse principe Giovanni Lamberto, conte di palazzo relegato in esilio.
Mansone conservò il possesso di Amalfi, su cui regnò fino alla morte: a lui si deve l'edificazione della chiesa di Santa Maria Maggiore, del duomo di Sant'Andrea Apostolo e l'istituzione della sede episcopale di Amalfi (987) da parte di papa Giovanni XV.